# Riders of the Plains
Riders of the Plains é um seriado estadunidense de 1924, gênero Western, dirigido por Jacques Jaccard, em 15 capítulos, estrelado por Jack Perrin, Marilyn Mills e Boris Karloff. Produzido e distribuído pela Arrow Film Corporation, veiculou nos cinemas estadunidenses a partir de 15 de setembro de 1924, até o ano de 1925. O filme foi registrado entre 15 de setembro de 1924 e 16 de março de 1925, e foi o último seriado produzido pela Arrow, que a partir de então apenas os distribuiu.

## Elenco
- Jack Perrin
- Marilyn Mills
- Ruth Royce
- Charles Brinley
- Kingsley Benedict
- Running Elk
- Robert Miles (Bob Miles)[5]
- Rhody Hathaway
- Clark Comstock
- Boris Karloff[6]

## Capítulos
1. Red Shadows
2. Dangerous Hazards
3. A Living Death
4. Flames of Fury
5. Morgan's Raid
6. Out of the Past
7. A Fighting Gamble
8. A Prisoner of War
9. Pawns of Destiny
10. Riding for Life
11. In Death's Shadow
12. Flaming Vengeance
13. Thundering Hoofs
14. Red Talons
15. The Reckoning

Fonte: 